# Lutzomyia sauroida
Lutzomyia sauroida är en tvåvingeart som beskrevs av Osorno-mesa E. A., Morales A., Osorno F. de 1972. Lutzomyia sauroida ingår i släktet Lutzomyia och familjen fjärilsmyggor.
Artens utbredningsområde är Colombia. Inga underarter finns listade i Catalogue of Life.